# 倫帕河
倫帕河（Rio Lempa）是中美洲的一条河流，全长约422公里。它发源于危地马拉南部的马德雷山脉，源头在欧拉巴附近。在危地马拉境内它的名字是欧拉巴河。在离源头30.4千米处它流入洪都拉斯，在14°32′52″N 89°15′50″W / 14.547700°N 89.264002°W处名字也被改为倫帕河。在洪都拉斯它在奥科特佩克省流31.4千米，然后在次达拉（14°22′19″N 89°12′45″W / 14.371857°N 89.212439°W）流入萨尔瓦多境内的查拉特南戈省。它在萨尔瓦多境内向南流360千米，在圣维森特省注入太平洋。它有一小段是萨尔瓦多和洪都拉斯的边境。
倫帕河的流域面积为18,246平方公里，其中10,255平方公里位于萨尔瓦多境内、5,696平方公里位于洪都拉斯境内、2,295平方公里位于危地马拉境内。萨尔瓦多49%的面积属于倫帕河流域，其77.5%的居民居住在倫帕河流域的城镇村落里，包括其首都聖薩爾瓦多。

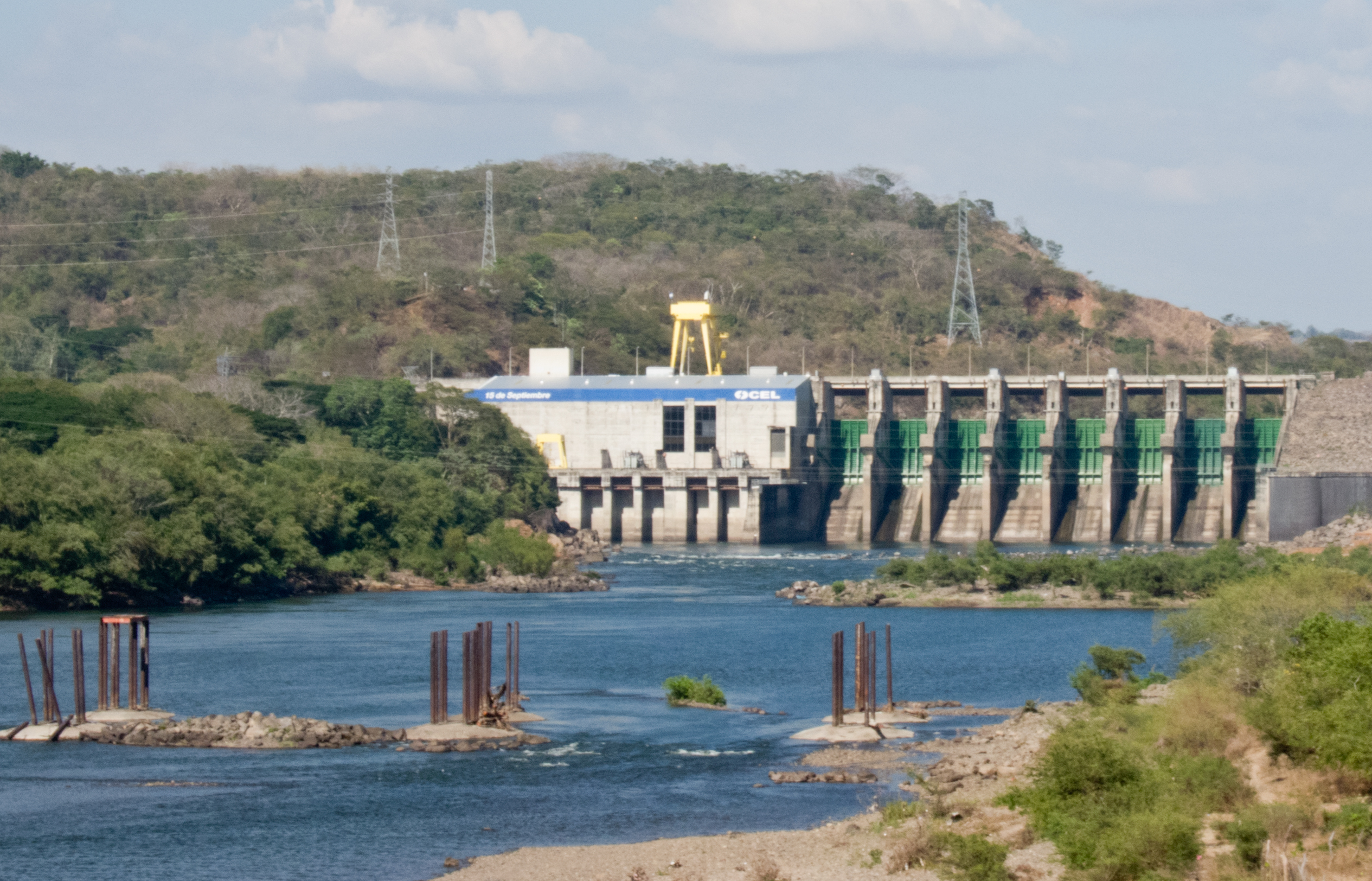
倫帕河上的水电站